# Liste der Baudenkmale in Kohukohu
Die Liste der Baudenkmale in Kohukohu umfasst alle vom New Zealand Historic Places Trust (NZHPT) als „Historic Place“ oder „Historic Area“ eingestuften Baudenkmale und Flächendenkmale der neuseeländischen Ortschaft Kohukohu. Die Angaben stammen aus dem Register des NZHPT. Die Bezeichnungen der Baudenkmale orientieren sich an diesem Register. In die Liste werden auch bekannte Wahi Tapu (Area), kulturell und religiös bedeutsame Stätten und Gebiete der Māori, aufgenommen. Sie werden jedoch meist nicht publiziert.

| Bild           | Bezeichnung                                 | Ort      | Anschrift                                           | Beschreibung | Bauzeit      | Eintrag           | Nummer | Kat. |
| -------------- | ------------------------------------------- | -------- | --------------------------------------------------- | --- | ------------ | ----------------- | ------ | ---- |
| weitere Bilder | Stone Bridge                                | Kohukohu | nahe Beach/Road Kohukohu Road,Waihoura Stream Karte | kleine steinerne Fußgängerbrücke, eine der ersten in Neuseeland errichtete Steinbrücken und älteste erhaltene Brücke Neuseelands | 1851 (vor)   | 4. April 2008     | 7741   | 1    |
| weitere Bilder | Former Bank Manager's House (Later Cookery) | Kohukohu | 1336 Kohukohu Road Karte                            | kleines Holzhaus, ehemals Haus des Bankmanagers                                                                                  |              | 25. November 1982 | 0432   | 2    |
| BW             | Kohukohu School (Former)                    | Kohukohu | 1 Kirkpatrick Street und Yarborough Street Karte    | Ehemaliges Schulhaus | 1883         | 17. August 2009   | 0438   | 2    |
| BW             | Masonic Hall                                | Kohukohu | 46 Yarborough Street Karte                          | Freimaurerlogengebäude |              | 25. November 1982 | 0440   | 2    |
| BW             | St Mary's Church (Anglican and Methodist)   | Kohukohu | 5 Church Street Karte                               | Anglikanische und methodistische Kirche                                                                                          |              | 25. November 1982 | 0443   | 2    |
| BW             | Cottage                                     | Kohukohu | 2 Yarborough Street Karte                           | Wohnhaus |              | 6. September 1984 | 3875   | 2    |
| weitere Bilder | Bank of New Zealand Building (Former)       | Kohukohu | Beach Road Karte                                    | Ehemalige Filiale der Bank of New Zealand                                                                                        |              | 6. September 1984 | 3876   | 2    |
| BW             | House                                       | Kohukohu | Beach Road Karte                                    | Wohnhaus |              | 6. September 1984 | 3877   | 2    |
|                | House                                       | Kohukohu | Church Street                                       | Wohnhaus |              | 6. September 1984 | 3878   | 2    |
| BW             | House                                       | Kohukohu | 23 Beach Road Karte                                 | Wohnhaus |              | 6. September 1984 | 3879   | 2    |
| BW             | House                                       | Kohukohu | 10 Maning Street Karte                              | Wohnhaus |              | 6. September 1984 | 3880   | 2    |
| BW             | Medical Clinic                              | Kohukohu | Old Beach Road Karte                                | Klinik |              | 6. September 1984 | 3882   | 2    |
| BW             | Town Hall                                   | Kohukohu | 25 Beach Road Karte                                 | Rathaus |              | 6. September 1984 | 3886   | 2    |
| BW             | Villa                                       | Kohukohu | Old Beach Road Karte                                | Wohnhaus |              | 6. September 1984 | 3887   | 2    |
| BW             | Villa                                       | Kohukohu | 49 Yarborough Street Karte                          | Wohnhaus |              | 6. September 1984 | 3888   | 2    |
| weitere Bilder | Wharf Piles                                 | Kohukohu | Kohukohu Street Karte                               | Hölzerne Pfeiler eines ehemaligen Piers                                                                                          |              | 6. September 1984 | 3947   | 2    |
| BW             | World War One Memorial Gate                 | Kohukohu | 10 Beach Road Karte                                 | Tor mit zwei Steinpfeilern mit Gedenktafeln und eisernes Gittertor vor der Schule; zum Gedenken an den Ersten Weltkrieg.         | 1920er Jahre | 25. Juni 2010     | 9526   | 2    |